# Barranca de Upía
Barranca de Upía là một khu tự quản thuộc tỉnh Meta, Colombia. Thủ phủ của khu tự quản Barranca de Upía đóng tại Barranca de Upía Khu tự quản Barranca de Upía có diện tích 668 ki lô mét vuông. Đến thời điểm ngày 28 tháng 5 năm 2005, khu tự quản Barranca de Upía có dân số 2367 người.